# أولاد داحو (أولاد دحو)
أولاد داحو هي إحدى مشيخات المملكة المغربية، تتبع جغرافيا لعمالة إنزكان آيت ملول وإداريًا لأولاد دحو. يقدر عدد سكانها بـ 12902 نسمة حسب الإحصاء الرسمي للسكان والسكنى لسنة 2004.